# Кваша Василь Миронович
Кваша Олександр Миронович (1895 р., с. Розлива, Златопільської вол. Єлизаветградського повіту Херсонської губернії, нині Новомиргородський район Кіровоградської обл. — 1922, Лебединський цукрозавод, нині Шполянський район Черкаської обл.) — військовий і громадський діяч часів УНР; повстанський отаман, командир 2-го куреня Холодного Яру, член окружного повстанського комітету (м. Чигирин, 8 вересня 1920 року).

## З життєпису
Навчався на юридичному факультеті. Під час Першої світової війни мобілізований до російського війська. Здобув офіцерський чин. Учасник українізації частин російської армії. На чолі партизанського загону діяв у районі сіл Бондарівки (Бондурової), Тимошівки, Краснопілки, Цвітної, Ставидел, Телепина, Бірок, Оситняжки, Пастирського, Новогеоргіївська, Чигирина. Наприкінці 1920 року загін налічував 300 повстанців.
Співпрацював з отаманами Іваном Деркачем, Пилипом Хмарою, Чорним Вороном (Іваном Чорноусовим), Ларіоном Загороднім та іншими.
Коли на Златопільщину прийшла Степова дивізія Костя Блакитного, Олександр Кваша зі своїм загоном приєднався до неї.
У 1922 році легалізувався. Підтримував організаційні зв'язки з Чорним Вороном. Вбитий більшовиками біля с. Рейментарівка (нині Дібрівка, Новомиргородського району). Могила не збереглася. Його рідний брат Іван був чекістом.